# Конструктивизъм (изкуство)
 Конструктивизмът (от лат.: constructio – построяване) възниква като концепция в изкуството около 1913 година (контрарелефите на Владимир Татлин), а като стил се обособява около 1920 година. Обхваща различни сфери на изкуството, архитектурата и дизайна. Главната идея на конструктивизма е търсенето на образното начало. От изображението към конструкцията и от конструкцията към производството – това е манифестът на конструктивизма. Той се стреми към максимална икономичност и целесъобразност по отношение на материалите, обема, формата и конструкцията.
Конструктивистите смятат, че всички части на създавания обект – сграда, интериор или друг вид дизайн, трябва да се намират в строго единство, в което няма случайни, емоционално-спонтанни и необмислени елементи. Както в добре работещия механизъм не може да има излишни или недостигащи детайли, така и в добрия дизайн е нужна целесъобразна оправданост на всяка част от композицията.
Конструктивистите стигат до извода, че при създаването на всеки архитектурен обект, в това число и интериор, е необходимо непосредствено участие на универсален специалист.
В преддизайнерските времена различните етапи на работа са се изпълнявали от различни специалисти. Архитектът създава проекта и следи неговата реализация, без да е запознат с тънкостите на занаятите, нужни за целта. Занаятчията винаги е бил тесен специалист в своята област – например създавал е предмети за бита и мебели, а с окончателното украсяване и декориране на интериора са занимавал декораторът. От това често са произлизали множество необмислени, различни по характер и стил елементи. Периодът на еклектиката показва, че подобна практика води до упадък. Появява се необходимост от особено добре подготвени професионалисти, които притежават познанията на цели групи от различни специалисти, за по-комплексен подход при създаването на цялото произведение.
За подготовка на универсални специалисти са били нужни специални учебни заведения. Първият ВУЗ за подготовка на дизайнери – ВХУТЕМАС (Висши художествено-технически работилници) е създаден в 1920 година именно от група конструктивисти. На основата на ВХУТЕМАС се появява първото в Русия отделение за интериор. Конструктивизмът е първият стил на младия руски дизайн. През 1930 г. с указ на Сталин ВХУТЕМАС е закрит. Това се отразява отрицателно на развитието на дизайна в СССР. Конструктивизмът като стил официално е забранен. На смяна идва сталинският ампир, с неговите тежки и превзети традиционни форми.
Основният принцип на сталинския ампир е външното украсяване на формат и обекта. Конструкцията не е усеща, а се вижда само стоящият извън основните форми стилизиран по античността ордерен декор, който не е носеща конструкция, а служи само за декорация. В съветския период към класическите форми от гръцки или римски произход се добавя официалната символика във вид на залепени барелефи. Вместо скулптори на антични богове и стенописи на реещи се ангели се появяват изображения на работници, селяни, войници и развяващи се от вятъра червени знамена – архитектурният стил на робовладелска Гърция и Рим става официален държавен стил за сталинска Русия.
Принципът на конструктивизма е друг – да подчертае изразителността на самата конструкция, а не декора. Да не се скриват конструктивните недостатъци под декорациите, а да се покаже красотата на оголените конструкции. Най-главните идеи и принципи на конструктивизма са изразени в станалата символ за дизайна на целия XX век – главния програмен проект на новия стил конструктивизъм – Кулата на Татлин.
В 1919 г. от отдела за изобразителни изкуства на Народния комисариат по образование на Владимир Татлин е поръчано да създаде паметник на Третия интернационал. Младият художник с ентусиазъм се заема с осъществяването на проекта, който впоследствие го прави знаменит в целия свят. Пионерът на съветския дизайн е замислил не само паметник, а и нов тип съоръжение с изнесен отвън оголен каркас на конструкцията. Сградата трябвало да бъде висока 400 метра. Проектът представлява насочена под остър ъгъл нагоре асиметрична конструкция със сложна система от спирали и пресичащи се с тях вертикални пръти. Вътре в нея е трябвало да има движещи се стъклени помещения, различни по форма и функция, свързани помежду си със сложни преходи и асансьори. Най-долното помещение е с форма на куб и с помощта на особени механизми е трябвало да се завърта около оста си със скорост един оборот в година. В него са били предвидени зали за конференции и конгреси на Интернационала. Над куба е следващото помещение с форма на пирамида, което трябвало да се завърта около оста си със скорост един оборот на месец. В него са били предвидени стаи за административните и изпълнителни органи на властта. В помещението над пирамидата с форма на цилиндър е трябвало да се разположат информационните агенции и издателствата на вестници. Цилиндърът е трябвало да се върти със скорост един оборот в денонощие. В най-горната пространствена фигура – полусфера – са били предвидени телеграф и установка за проектиране на филми на голям екран.
Конструкцията на Кулата на Татлин е концентрат на ярък образ, който на свой ред е повлиял на формата на сградата, нейната пространственост и в края на краищата – на нейната функция. Конструкцията, влияеща на всички други съставки, е главната идея на конструктивизма.